# تانجا کارپلا
تانجا تلروو کارپلا (انگلیسی: Tanja Tellervo Karpela؛ زادهٔ ۲۲ اوت ۱۹۷۰) سیاستمدار سابق فنلاندی و دارندۀ عنوان ملکه زیبایی است که در سال ۱۹۹۱ به عنوان دختر شایسته فنلاند معرفی شد. او از سال ۱۹۹۹ تا ۲۰۱۱ عضو مجلس فنلاند بود. و از سال ۲۰۰۳ تا ۲۰۰۷ به عنوان وزیر فرهنگ در دولت فنلاند خدمت کرد.

## زندگی و حرفه
کارپلا در سالو فنلاند متولد شد. او به عنوان ملکه زیبایی، عنوان دختر شایسته فنلاند را به خود اختصاص داد و نماینده کشورش در مسابقات دختر شایسته جهان در سال ۱۹۹۱ بود. پیش از فعالیت سیاسی، او به عنوان مدل لباس و لباس زیر زنانه نیز مشهور بود.
کارپلا در سال ۱۹۹۹ از حوزه انتخابیه اوسیما به نمایندگی از حزب مرکز به مجلس فنلاند انتخاب شد. او در سال ۲۰۰۳ به عنوان وزیر فرهنگ در کابینه نخست وزیر آنلی یاتینماکی منصوب شد. پس از استعفای یاتینماکی، کارپلا در همان سمت در زمان نخست وزیری ماتی وانهانن به خدمت ادامه داد.
وی در دسامبر ۲۰۰۵ به دلیل پیشنهاد نصب نرم‌افزار مسدودکننده ترافیک اینترنت در مدارس و کتابخانه‌ها، جایزه برادر بزرگ را از سازمان حقوق مدنی آنلاین فنلاندی EFFI دریافت کرد. او همچنین از حامیان اصلاحیه قانون حق چاپ و قانون مجازات فنلاند بود که به دلیل پذیرش آنچه بسیاری آن را الحاقی بسیار بحث‌برانگیز به قانون فنلاند می‌دانند، به لکس کارپلا ملقب شد. در مارس ۲۰۱۰ اعلام کرد که پس از انتخابات مجلس در سال ۲۰۱۱، دیگر به دنبال حرفه سیاسی نیست.